# Convención Bautista de Cuba Occidental
La Convención Bautista de Cuba Occidental es una asociación cristiana evangélica de iglesias bautistas que tiene su sede en La Habana, Cuba. Ella está afiliada a la Unión Bautista Latinoamericana y a la Alianza Bautista Mundial.

## Historia
La Convención tiene sus orígenes en una misión americana de la Junta de Misiones Internacionales en 1898. Se funda en 1905. Según un censo de la asociación de iglesias, en 2023 dijo que tenía 561 iglesias y 28,022 miembros.